# Mantzavináta
Mantzavináta, en grec moderne : Μαντζαβινάτα, est un village sur l'île de Céphalonie, en Grèce.
Selon le recensement de 2011, la population d'Agía Thékli compte 220 habitants.